# Shergar (película de 1999)
Shergar es una película británica-estadounidense de drama, romance y crimen de 1999, dirigida por Dennis C. Lewiston, que a su vez la escribió, musicalizada por John Scott, en la fotografía estuvo David Lewis y el elenco está compuesto por Alan Barker, Billy Boyle y Mickey Rourke, entre otros. El filme fue realizado por Blue Rider Pictures, Isle of Man Film Commission, Morlaw Films y Sun Chariot Films; se estrenó el 1 de junio de 1999.

## Sinopsis
Shergar, el purasangre más premiado de Irlanda y posiblemente el mejor caballo de carreras de la historia, es raptado por integrantes del IRA, para liberarlo quieren 2 millones de dólares. Un mozo de cuadra tendrá que poner a salvo a Shergar y a él mismo lo antes posible.